# Freezepop
Freezepop är ett indie/synthpop/new wave-band som bildades i Boston, Massachusetts 1999. Bandet består av Liz Enthusiasm, The Duke of Pannekoeken (har också kallat sig The Duke of Pancakes och The Duke of Candied Apples men alla är pseudonymer för Kasson Crooker) och the Other Sean T. Drinkwater.

## Medlemmar
Nuvarande medlemmar
- "Liz Enthusiasm" (Justinne Gamache) – sång (1999–)
- "The Other Sean T. Drinkwater" (Sean T. Drinkwater) – synthesizer (1999–), programmering (2009–)
- Robert John "Bananas" Foster – keytar, trummor (live) (2009–)
- "Christmas Disco-Marie Sagan" (Ashley Holtgraver) – synthesizer , vocoder (2009–)

Tidigare medlemmar
- Kasson Crooker – programmering (1999–2009)

## Diskografi
Studioalbum
- Freezepop Forever (2000)
- Fancy Ultra•Fresh (2004)
- Future Future Future Perfect (2007)
- Imaginary Friends (2010)

Remixalbum
- Hi-Five My Remix (2003)
- Mini Ultra•Fresh (2004) (promo)
- Maxi Ultra•Fresh (2005)
- Form Activity Motion (2009)

EP
- The Orange EP (2000)
- The Purple EP (2000)
- Fashion Impression Function (2001)
- The Sexy Sounds Of Freezepop (2008)

Singlar
- "Bike Thief" (2003)
- "Dancy Ultra•Fresh" (2005)
- "The Rokk Suite" (2006)